# Mallinella thinhi
Mallinella thinhi là một loài nhện trong họ Zodariidae.
Loài này thuộc chi Mallinella. Mallinella thinhi được Hirotsugu Ono miêu tả năm 2003.